# Nhà thờ Chúa Ba Ngôi ở Varín
Nhà thờ Chúa Ba Ngôi ở Varín (tiếng Slovakia: Kostol Najsvätejšej Trojice v Varín) là một nhà thờ Công giáo La Mã tọa lạc ở làng Varín, vùng Žilina, Slovakia. Vào ngày 5 tháng 11 năm 1963, nhà thờ này được ghi danh vào Danh sách Di tích Trung ương theo quyết định của Bộ Văn hóa Cộng hòa Slovakia.

## Lịch sử
Lịch sử của nhà thờ Chúa Ba Ngôi ở Varín bắt đầu vào năm 1200 với sự kiện giáo xứ dựng lên một ngôi nhà nguyện. Một văn bản khác có niên đại vào năm 1233 đề cập đến một nhà thờ mới được xây dựng ở đây nhằm tôn kính Đức Trinh Nữ Maria.
Trong nửa sau của thế kỷ 16, một cuộc Kháng cách diễn ra trong giáo xứ này. Khi gia đình Pongrácz cải đạo sang đạo Tin lành, những người dân thường cũng phải theo tôn giáo của địa chủ. Sau nhiều năm được Giáo hội Tin lành sử dụng, kể từ năm 1673, nhà thờ này lại thuộc về Giáo hội Công giáo.
Nhà thờ Chúa Ba Ngôi ở Varín được bổ sung một nhà nguyện theo trường phái kiến trúc Cổ điển vào năm 1727. Công việc xây dựng nhà nguyện này đã nhận được sự hỗ trợ tài chính từ Anton Pongrác.